# Droit de pesage
Le droit de pesage, également appelé droit de poizage est un droit domanial que le roi perçoit en quelques endroits sur les marchandises qui se pèsent sous les halles.